# 甲山郡
甲山郡（カプサンぐん）は朝鮮民主主義人民共和国両江道に属する郡。

## 地理
両江道のほぼ中央部、甲山盆地に位置し、郡内を虚川江が南から北へ流れる。
南に豊西郡、北に三水郡・恵山市・雲興郡が隣接する。

## 行政区画
1邑・4労働者区・20里を管轄する。
| - 甲山邑（カプサヌプ） - 銅店労働者区（トンジョムノドンジャグ） - 文略坪労働者区（ムルラクピョンノドンジャグ） - 三一労働者区（サミルロドンジャグ） - 五一労働者区（オイルロドンジャグ） - 金豊里（クンプンニ） - 南坪里（ナンピョンニ） - 大中里（テジュンニ） - 林銅里（リムドンニ） - 砂洞里（サドンニ） - 士庄里（サジャンニ） - 砂坪里（サピョンニ） - 三峯里（サンボンニ） | - 上興里（サンフンニ） - 松岩里（ソンアムニ） - 新亭里（シンジョンニ） - 陽興里（ヤンフンニ） - 朝陽里（チョヤンニ） - 中川里（チュンチョンニ） - 倉東里（チャンドンニ） - 蒼松里（チャンソンニ） - 泉城里（チョンソンニ） - 秋豊里（チュプンニ） - 平和里（ピョンファリ） - 会麟里（フェリンニ） |

## 歴史
甲山は鴨緑江に面した北方防衛の中心地であり、朝鮮王朝時代には咸鏡道に属して鴨緑江南岸部の広い地域を管轄した。しかし、三水郡とともに「三水甲山」と並称され、辺境・流配地の代名詞でもあった。
植民地期は咸鏡南道に属する行政区画となった。その範囲には現在の恵山市・雲興郡・普天郡を含まれている。
甲山郡では植民地下の遅い時期まで抗日パルチザン闘争が行われた地域であり、朴金喆・李孝淳らが活動していた。彼らが関与した普天堡の戦い（1937年）の普天堡（現在普天郡）は、事件当時は甲山郡内である（甲山郡普天面保田里）。なお、朴金喆ら国内パルチザン出身者は、北朝鮮建国後の政治史の中で金日成ら「満洲派」とは異なる「甲山派」と呼ばれる有力なグループを構成したが、1967年に粛清された。
1945年8月15日時点で、甲山面・鎮東面・山南面・会麟面・同仁面の5面から構成されていた。

### 年表
この節の出典
- 1391年 - 万戸府が置かれ、甲州と称した。
- 1413年10月 - 甲山郡に改称した。
- 1437年 - 管内に鎮が置かれる。
- 1446年 - 三水堡を三水郡として分離した。
- 1460年 - 都護府を置いた。
- 1895年 - 甲山郡・三水郡を管轄する甲山府が置かれる（二十三府制）。
- 1896年 - 咸鏡南道甲山郡となる。
- 1914年4月1日 - 郡面併合により、咸鏡南道甲山郡の一部(里仁面・天南面・熊耳面)が豊山郡に編入。甲山郡に以下の面が成立。(7面)
  - 雲興面・山南面・鎮東面・会麟面・同仁面・普恵面・長平面
- 1934年 (1邑7面)
  - 普恵面が分割され、恵山邑・普天面が発足。
  - 長平面が甲山面に改称。
- 1942年4月 - 恵山邑・普天面・雲興面が新設の恵山郡に編入。(5面)
- 1952年12月 - 郡面里統廃合により、咸鏡南道甲山郡甲山面・会麟面・同仁面・鎮東面および山南面の一部地域をもって、甲山郡を設置。甲山郡に以下の邑・里が成立。(1邑29里)
  - 甲山邑・南坪里・松岩里・上興里・秋豊里・蒼松里・平和里・陽興里・士庄里・石銅里・銅浦里・倉東里・林銅里・三峯里・砂坪里・時陽里・金化里・会麟里・中川里・砂洞里・大中里・泉城里・東坪里・大徳里・新中里・上山里・金豊里・五一里・新亭里・三一里
- 1954年初 - 東坪里・大徳里・新中里・上山里が恵山郡に編入。(1邑25里)
- 1954年10月 - 行政区画の見直しにより、両江道甲山郡となる。(1邑1労働者区23里)
  - 上興里の一部が甲山邑に編入。
  - 銅浦里・石銅里が合併し、銅店労働者区が発足。
- 1956年 - 時陽里が三峯里に編入。(1邑1労働者区22里)
- 1973年 - 五一里が雲興郡新中里の一部と合併し、雲興郡五一労働者区となる。(1邑1労働者区21里)
- 1977年 - 三一里が三一労働者区に昇格。(1邑2労働者区20里)
- 1981年 - 雲興郡五一労働者区の一部を編入。(1邑3労働者区20里)
- 1982年 - 金化里が朝陽里に改称。(1邑3労働者区20里)
- 1983年9月 - 咸鏡南道虚川郡上山労働者区の一部が銅店労働者区に編入。(1邑3労働者区20里)
- 1988年 - 銅店労働者区の一部が分立し、文略坪労働者区が発足。(1邑4労働者区20里)

## 施設
- 甲山鉱山
- 甲山邑城